# Assassin (Azad)
Assassin è il sesto album da solista del rapper tedesco Azad. È stato pubblicato nel 2009, sulla etichetta Bozz Music.

## Tracce
1. Intro
2. Bandog
3. Guerilla (feat. Rakim)
4. Assassin (feat. 439)
5. 300 (feat. Tone)
6. Rocky (feat. Hanybal)
7. Stacheldraht (feat. Warheit)
8. Detonation
9. Klagelied (feat. Tino Oac)
10. Was andares (feat. Kool Savas)
11. Zu laut (feat. Manuellsen)
12. Actionmuzik (feat. Jeyz & Hanybal)
13. Feuer & Wind (feat. Manuellsen)
14. Armageddon
15. Outro